# メガミックス
メガミックス（英語: megamix）は、複数の曲を連続で短く切り替えるリミックスである。
多くの場合、多様なアーティストの楽曲から引用される。使用される各曲のヴァースが1つだけ、もしくは短いコーラスが用いられ、加えて同じ曲や他の曲のサンプリングが曲に登場することもある。元楽曲を維持、時には嘲笑するために別の異なる楽曲からのサンプルを使用するのが一般的である。曲をスムーズに統合するために、メガミックス全体を通しで1つのバッキングビートを背景として追加することがあるが、これは必須ではない。このバッキングビートは、ミキシングを簡素化し音楽と競合しないよう、基本的なリズムに保たれている。これらのミックスは通常、最短で数分、場合によっては1時間以上にもなる。
Ultimixは、毎年少なくとも1つまたは2つ、その年の人気曲に基づいた「フラッシュバックメドレー」を制作することで知られている。それぞれの長さは約15分で、通常は少なくともその数の曲が含まれる。
「アルバム・メガミックス」は、特定のアルバムのすべてのトラックを、1つの連続したメドレーに編集することを特徴とした、メガミックスである。 1人のアーティストをテーマとした「アーティスト・メガミックス」も人気があり、マイケルジャクソンなどの多作のアーティストは、複数のリミキサーによってメガミックスを製作されている。デュラン・デュランは、1990年のベストアルバム「 Decade：Greatest Hits 」のヒット曲からメガミックスシングル「 Burning the Ground 」を作成した。その後、マドンナ、ブリトニー・スピアーズ、ジャネット・ジャクソンなどのアーティストも、ベスト・アルバムの宣伝のため、メガミックスをシングルとしてリリースした。なお、多くのメガミックスは海賊版である。

## 起源と影響
エドゥアルド・ナバスによれば、メガミックスの起源は、ディスコとヒップホップのサンプリング手法にある。
1980年代、ニューヨークで流行が起こった。